# 과학기술정책실 (백악관)
백악관 과학기술정책실 (Office of Science and Technology Policy, OSTP)는 미국 대통령 집무실 산하에 있는 정책 부서이며 1976년 5월 11일 설립됐다.
정책실장은 대통령 과학자문위원으로 불리며 2008년 버락 오바마 대통령이 임명한 존 홀드렌이 활동하고 있다.
1976년 관련 시행법령에 따라 과학기술정책실은 과학기술분석 및 판단에 관련된 자료를 대통령에게 보고한다. 연방 정부의 정책과 계획, 프로그램에 관련한 내용들을 다룬다.
- 미국의 국내외에 과학기술정책이 미치는 영향에 대한 자문(대통령 및 집무실 위원)
- 과학기술 정책 및 예산 개발 및 이행 관련 부처간 활동
- 경제, 환경, 안보에 기여할 수 있는 과학기술 정책에 연방정부가 투자하도록 기업 부문과 협조
- 연방정부, 주정부 및 하위 기관, 각국정부, 과학 연구 기관과 제휴

대통령 집무실 내부에서 과학기술 관련 이슈를 다방면에서 다룬다. 대략 45명이 활동하며 내각 및 각 부처의 선임 담당자들이 주로 참여하고 있다.